# 福岡県警察部
福岡県警察部（ふくおかけんけいさつぶ）は、戦前の内務省監督下の福岡県が設置した府県警察部。福岡県内を管轄区域とする。
1948年（昭和23年）3月6日に廃止され、国家地方警察福岡県本部と福岡市警察などの自治体警察に再編された。

## 沿革
- 1872年（明治5年）4月　三潴県に邏卒を設置。
- 1873年（明治6年）2月　旧福岡県に邏卒を設置。
- 1875年（明治8年）10月　巡査に改称。
- 1876年（明治9年）1月　福岡県庁に第四課を設置。
- 1876年（明治9年）4月　小倉県を編入。
- 1876年（明治9年）8月　三潴県を編入。
- 1876年（明治9年）10月　秋月の乱が勃発。
- 1877年（明治10年）3月　福岡の変が勃発。
- 1880年（明治13年）4月　福岡県警察本署に改称。
- 1886年（明治19年）7月　福岡県警察本部に改称。
- 1890年（明治23年）10月　福岡県警察部に改称。
- 1905年（明治38年）4月　福岡県第四部に改称。
- 1907年（明治40年）7月　福岡県警察部に改称。
- 1923年（大正12年）7月　特別高等警察課を設置。
- 1944年（昭和19年）4月　警備隊を設置。
- 1945年（昭和20年）6月　福岡大空襲が起きる。
- 1945年（昭和20年）10月　特別高等警察が廃止。
- 1946年（昭和21年）1月　警備隊を廃止。

## 組織
1927年（昭和2年）時点
- 警務課
- 特別高等課
- 高等課
- 保安課
- 刑事課
- 建築課
- 衛生課
- 工場課
- 調停課
- 健康保険課

## 警察署
1927年（昭和2年）時点
- 福岡警察署
- 箱崎警察署
- 東郷警察署
- 若松警察署
- 戸畑警察署
- 折尾警察署
- 八幡警察署
- 直方警察署
- 飯塚警察署
- 大隈警察署
- 甘木警察署
- 二日市警察署
- 前原警察署
- 西新町警察署
- 久留米警察署
- 松崎警察署
- 吉井警察署
- 福島警察署
- 黒木警察署
- 大牟田警察署
- 柳河警察署
- 瀬高警察署
- 若津警察署
- 城島警察署
- 小倉警察署
- 門司警察署
- 行橋警察署
- 八屋警察署
- 後藤寺警察署
- 添田警察署
- 門司水上警察署
- 若松水上警察署

## 歴代部長
| 代 | 官職名                 | 氏名         | 就任日         | 退任日         | 前職                         | 後職                     | 備考                       |
| -- | ---------------------- | ------------ | -------------- | -------------- | ---------------------------- | ------------------------ | -------------------------- |
| 1  | 警部長 警察本署長      | 久保村活三   | 1882年8月12日  | 1886年7月20日  | 埼玉県警部                   | -                        |                            |
| 1  | 警部長 警察本部長      | 久保村活三   | 1886年7月20日  | 1888年1月13日  | -                            | 非職                     |                            |
| 2  | 警部長 警察本部長      | 中原尚雄     | 1888年1月13日  | 1890年10月11日 | 山梨県警部長                 | -                        |                            |
| 2  | 警部長 警察部長        | 中原尚雄     | 1890年10月11日 | 1893年3月21日  | -                            | 非職                     |                            |
| 3  | 警部長 警察部長        | 有田義資     | 1893年3月21日  | 1895年3月26日  | 警視庁参事                   | 山口県警部長             |                            |
| 4  | 警部長 警察部長        | 安立綱之     | 1895年3月26日  | 1897年4月26日  | 愛媛県警部長                 | 長崎県警部長             |                            |
| 5  | 警部長 警察部長        | 有川貞壽     | 1897年4月26日  | 1897年12月9日  | 台湾台中県警察課長           | 栃木県警部長             |                            |
| 6  | 警部長 警察部長        | 楯石騤二郎   | 1897年12月9日  | 1899年4月8日   | 栃木県警部長                 | 鳥取県警部長             |                            |
| 7  | 警部長 警察部長        | 瀧聞武二     | 1899年4月8日   | 1903年6月12日  | 鳥取県警部長                 | 福岡県港務長             |                            |
| 8  | 警部長 警察部長        | 有川貞壽     | 1903年6月12日  | 1905年4月19日  | 静岡県警部長                 | 佐賀県第四部長           | 再任                       |
| 9  | 事務官 第四部長 警務長 | 松本郁朗     | 1905年4月19日  | 1906年7月28日  | 佐賀県警部長                 | 休職                     |                            |
| 10 | 事務官 第四部長 警務長 | 桜井高尚     | 1906年7月28日  | 1907年7月13日  | 和歌山県事務官・第四部長     | -                        |                            |
| 10 | 事務官 警察部長 警務長 | 桜井高尚     | 1907年7月13日  | 1909年7月30日  | -                            | 休職                     |                            |
| 11 | 事務官 警察部長 警務長 | 佐藤勧       | 1909年7月30日  | 1912年3月28日  | 千葉県事務官・警察部長       | 佐賀県事務官・内務部長   |                            |
| 12 | 事務官 警察部長 警務長 | 馬渡俊雄     | 1912年3月28日  | 1913年6月13日  | 山口県事務官・警察部長       | 神奈川県警察部長         |                            |
| 13 | 警察部長               | 山県治郎     | 1913年6月13日  | 1914年5月8日   | 神奈川県警察部長             | 兵庫県警察部長           |                            |
| 14 | 警察部長               | 渡部忠寿     | 1914年5月8日   | 1915年7月1日   | 農商務省山林局地方課長       | 群馬県内務部長           |                            |
| 15 | 警察部長               | 岸本正雄     | 1915年7月1日   | 1916年4月28日  | 滋賀県警察部長               | 香川県内務部長           |                            |
| 16 | 警察部長               | 長延連       | 1916年4月28日  | 1917年1月17日  | 山梨県警察部長               | 大分県内務部長           |                            |
| 17 | 警察部長               | 山岡国利     | 1917年1月17日  | 1919年4月19日  | 三重県警察部長               | 兵庫県警察部長           |                            |
| 18 | 警察部長               | 斎藤行三     | 1919年4月19日  | 1920年9月30日  | 兵庫県警察部長               | 奈良県内務部長           |                            |
| 19 | 警察部長               | 黒瀬弘志     | 1920年9月30日  | 1922年1月21日  | 岡山県警察部長               | 山口県内務部長           |                            |
| 20 | 警察部長               | 藤山竹一     | 1922年1月21日  | 1922年10月16日 | 長崎県警察部長               | 山口県内務部長           |                            |
| 21 | 警察部長               | 石井保       | 1922年10月16日 | 1924年1月10日  | 福井県警察部長               | 神奈川県警察部長         |                            |
| 22 | 警察部長               | 新庄祐治郎   | 1924年1月10日  | 1924年7月23日  | 朝鮮総督府警務局高等警察課長 | 和歌山県内務部長         |                            |
| 23 | 警察部長               | 鈴木敬一     | 1924年7月23日  | 1924年12月20日 | 山口県警察部長               | -                        |                            |
| 23 | 書記官 警察部長        | 鈴木敬一     | 1924年12月20日 | 1925年9月17日  | -                            | 警視庁書記官・保安部長   |                            |
| 24 | 書記官 警察部長        | 大久保留次郎 | 1925年9月17日  | 1926年9月28日  | 新潟県書記官・警察部長       | 警視庁書記官・刑事部長   |                            |
| 25 | 書記官 警察部長        | 有吉実       | 1926年9月28日  | 1927年5月17日  | 三重県書記官・警察部長       | 宮崎県書記官・内務部長   |                            |
| 26 | 書記官 警察部長        | 村地信夫     | 1927年5月17日  | 1928年7月3日   | 元秋田県警察部長             | 内務省警保局高等課長     |                            |
| 27 | 書記官 警察部長        | 安井誠一郎   | 1928年7月3日   | 1929年7月8日   | 元兵庫県書記官・警察部長     | 依願免本官               |                            |
| 28 | 書記官 警察部長        | 中村恒三郎   | 1929年7月8日   | 1930年1月11日  | 広島県書記官・警察部長       | 静岡県書記官・警察部長   |                            |
| 29 | 書記官 警察部長        | 大竹十郎     | 1930年1月11日  | 1930年8月28日  | 岡山県書記官・警察部長       | 大阪府書記官・警察部長   |                            |
| 30 | 書記官 警察部長        | 佐藤正俊     | 1930年8月28日  | 1931年6月27日  | 長野県書記官・警察部長       | 神奈川書記官・警察部長   |                            |
| 31 | 書記官 警察部長        | 尾池秀雄     | 1931年6月27日  | 1931年12月24日 | 山梨県書記官・警察部長       | 長崎県書記官・学務部長   |                            |
| 32 | 書記官 警察部長        | 大津敏男     | 1931年12月24日 | 1932年1月19日  | 内務省警保局警務官           | 警視庁警務部長           |                            |
| 33 | 書記官 警察部長        | 足立達夫     | 1932年1月19日  | 1932年6月30日  | 栃木県書記官・内務部長       | 鹿児島県書記官・内務部長 |                            |
| 34 | 書記官 警察部長        | 数藤鉄臣     | 1932年6月30日  | 1936年4月25日  | 徳島県書記官・警察部長       | 山梨県書記官・総務部長   |                            |
| 35 | 書記官 警察部長        | 畠田昌福     | 1936年4月25日  | 1937年6月5日   | 福島県書記官・警察部長       | 神奈川県書記官・警察部長 |                            |
| 36 | 書記官 警察部長        | 広瀬永造     | 1937年6月5日   | 1939年4月21日  | 岡山県書記官・警察部長       | 兵庫県書記官・警察部長   |                            |
| 37 | 書記官 警察部長        | 小泉梧郎     | 1939年4月21日  | 1940年4月10日  | 広島県書記官・警察部長       | 兵庫県書記官・警察部長   |                            |
| 38 | 書記官 警察部長        | 野村儀平     | 1940年4月10日  | 1942年1月13日  | 徳島県書記官                 | 山梨県書記官・総務部長   |                            |
| 39 | 書記官 警察部長        | 本田忠男     | 1942年1月13日  | 1942年11月1日  | 山口県書記官・警察部長       | -                        |                            |
| 39 | 部長 警察部長          | 本田忠男     | 1942年11月1日  | 1943年7月1日   | -                            | 神奈川県部長・警察部長   |                            |
| 40 | 部長 警察部長          | 柘植文雄     | 1943年7月1日   | 1945年4月21日  | 新潟県部長・警察部長         | 鹿児島県知事             |                            |
| 41 | 部長 警察部長          | 広岡謙二     | 1945年4月21日  | 1945年5月31日  | 熊本県部長・警察部長         | 内務書記官内務省大臣官房 |                            |
| 42 | 部長 警察部長          | 汐谷薫       | 1945年6月5日   | 1945年10月13日 | 内務省警保局経済保安長       | 休職                     |                            |
| 43 | 部長 警察部長          | 桜井三郎     | 1945年10月13日 | 1945年10月27日 | 東京都長官官房財務部長       | 地方総監府参事官         | 兼任、本職・福岡県内政部長 |
| 44 | 部長 警察部長          | 土屋香鹿     | 1945年10月27日 | 1946年4月1日   | 山口県部長・経済第一部長     | -                        |                            |
| 44 | 地方事務官 警察部長    | 土屋香鹿     | 1946年4月1日   | 1946年10月4日  | -                            | 福岡県内務部長           |                            |
| 45 | 地方事務官 警察部長    | 瓜生順良     | 1946年10月4日  | 1948年3月6日   | 内務事務官内務省大臣官房     | 福岡県警察長             |                            |

## 主な事件
- イルマ殺し
- 五私鉄疑獄事件